# Présidence française du Conseil de l'Union européenne en 2008
Ne doit pas être confondu avec Présidence française du Conseil européen en 2008.
Présidence slovène du Conseil de l'Union européenne en 2008 Présidence tchèque du Conseil de l'Union européenne en 2009
La présidence française du Conseil de l'Union européenne de 2008 est la douzième présidence du Conseil de l'Union européenne effectuée au second semestre 2008 (du 1er juillet au 31 décembre) par la République française. Elle a pris le relais de la Slovénie (présidence de janvier à juin 2008), et elle fut suivie par la présidence de la République tchèque (présidence de janvier 2009 à juin 2009).

## Programme

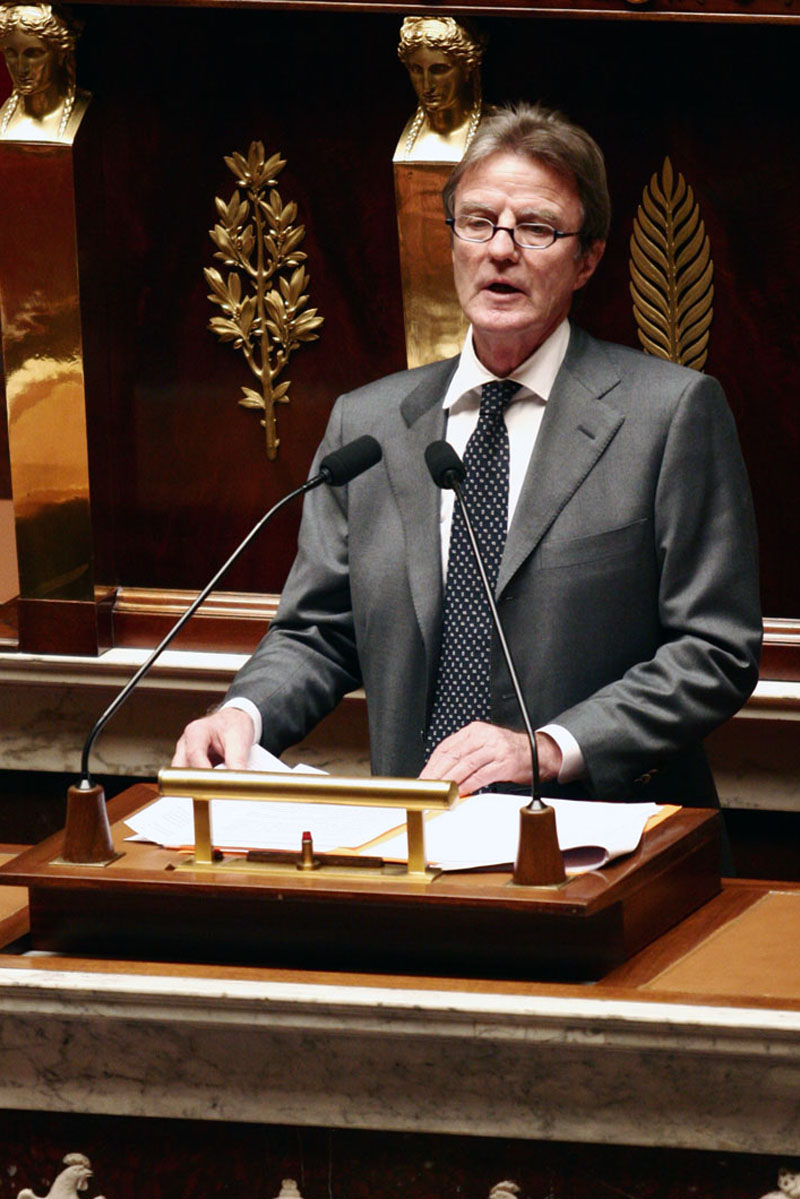
Bernard Kouchner, président du Conseil de l'Union au 2e semestre 2008.

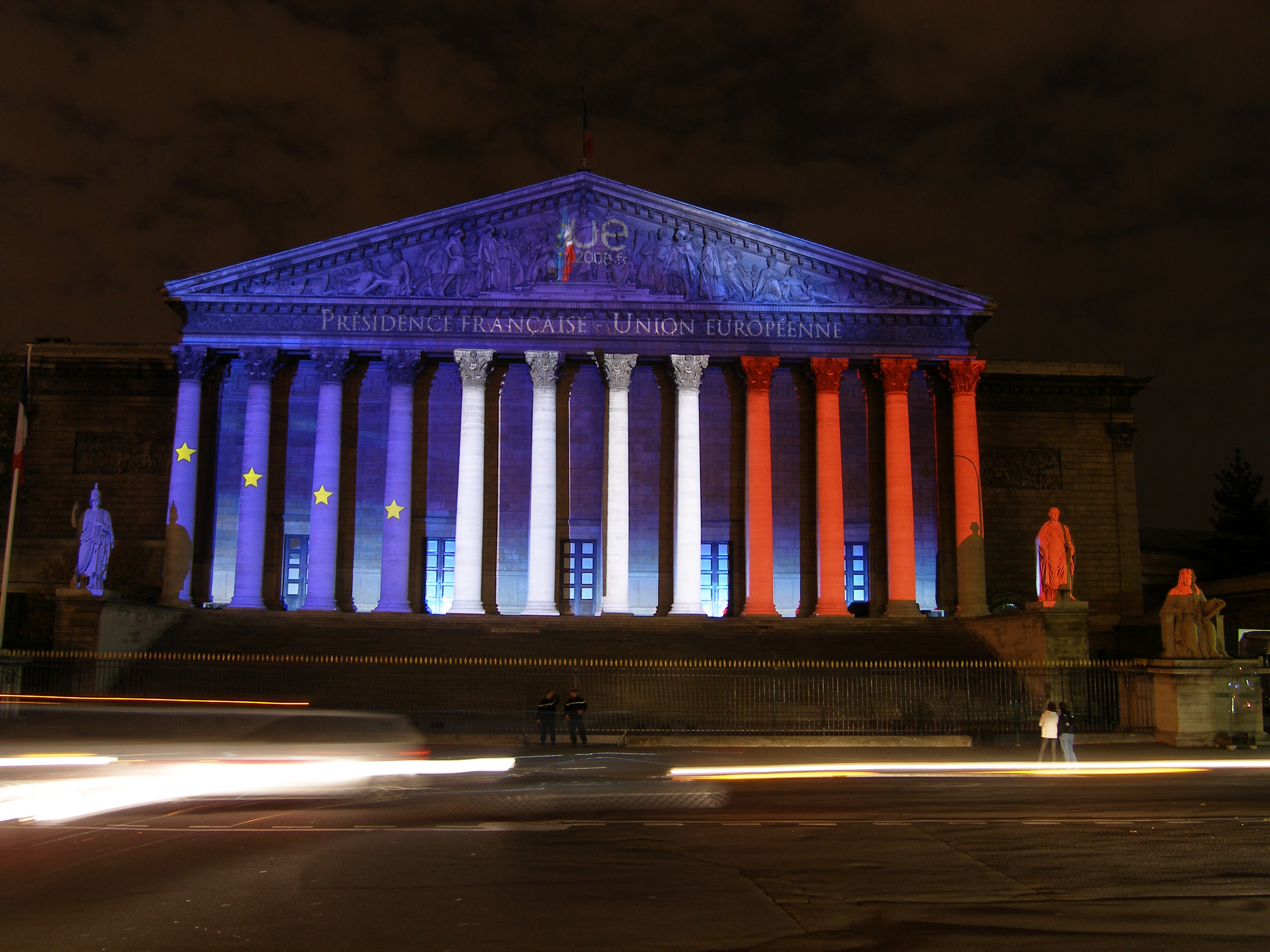
Présidence française de l'Union européenne - Palais Bourbon (2008).

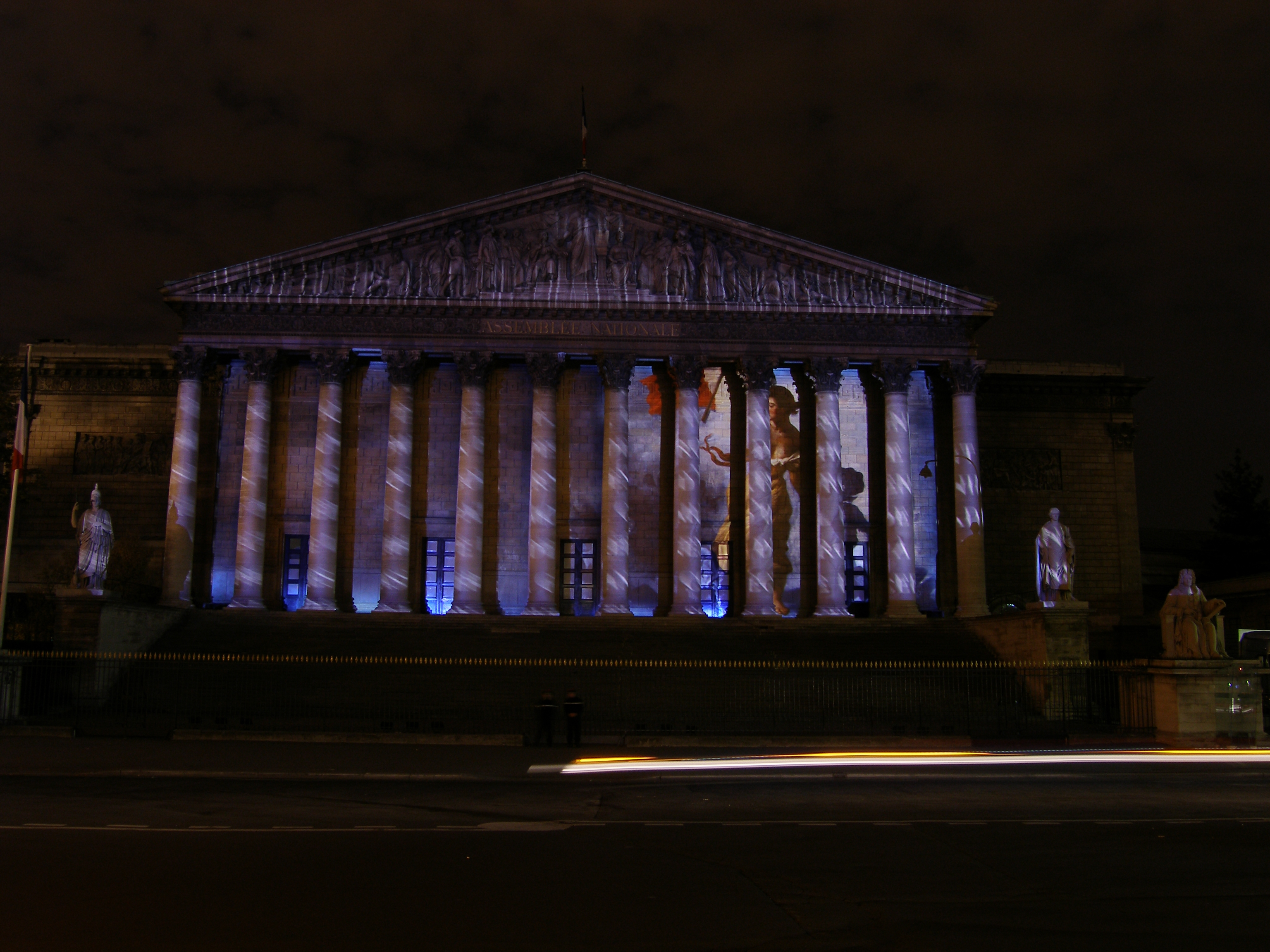
Présidence française de l'Union européenne - Palais Bourbon (2008).

Le programme de la présidence française comprenait quatre priorités : « l'énergie et le climat », « les questions migratoires », « l'agriculture », et « la sécurité et la défense ».

### Priorités définies par la présidence

#### «Énergie et climat»
Le volet « énergie et climat » du programme de la présidence comprenait lui-même plusieurs aspects.
En matière de lutte contre le changement climatique, la présidence souhaitait parvenir à un accord sur le paquet climat-énergie. Celui-ci comprenait quatre propositions : la révision de la Directive ETS établissant le système communautaire d'échange de quotas d'émission, une décision sur le partage des efforts entre les États membres, l'adoption d'une directive-cadre sur les énergies renouvelables, et l'adoption d'une directive sur le stockage géologique du CO2. La présidence souhaitait aussi faire en sorte qu'une « initiative financière » suffisante soit mise en place afin de permettre aux pays en développement l'adoption de technologie permettant une croissance économique pauvre en carbone. Toujours concernant la politique climatique, la présidence prévoyait de préparer les échéances internationales (Sommet de Copenhague, etc.) lors des réunions des ministres de l'environnement de l'Union du 3 au 5 juillet 2008.
En matière de sécurité énergétique, la présidence appelait un approfondissement de la sécurité et de la diplomatie énergétique de l'Union au travers de la politique énergétique de l'Union européenne. La sécurité énergétique englobait pour la présidence un aspect interne – l'efficacité énergétique, libéralisation du secteur de l'énergie, etc. – et externe – recherche de véritable partenaire énergétique parmi les principaux États producteurs, consommateurs et de transit. Concernant le volet interne, la présidence souhaitait mettre l'accent sur la réalisation de l'objectif visant à réduire de 20 % la consommation énergétique sur la période allant de 2008 à 2020. Concernant le volet externe, la présidence a défini quatre partenaires principaux – la Russie, l'Ukraine, la Chine, et l'Inde – mais cherche à établir un dialogue avec plusieurs ensembles régionaux (le programme cite notamment l'initiative de Bakou). La présidence se donnait aussi pour mission de mettre en œuvre le compromis trouvé par le Conseil concernant le paquet « marché intérieur du marché du gaz et de l’électricité ».
Ce volet prend en aussi en compte la politique commune des transports afin de les rendre plus sûr et plus respectueux de l'environnement. Cela impliquerait notamment, selon la présidence, une révision de la Directive Eurovignette, et l'utilisation des nouvelles technologies telles que Galileo. Enfin, la présidence souhaite accroitre la sécurité dans les transports maritimes (paquet Erika III), aériens (le deuxième paquet ciel unique européen) et routiers.
En matière de protection de l'environnement, la présidence souhaite examiner des textes tels que celui concernant la prévention et réduction intégrées de la pollution, la qualité des carburants, etc. La question des OGM a aussi été soulevé par la présidence auprès de la Commission.

#### «Questions migratoires»
La présidence souhaitait proposer un « pacte européen sur l'immigration et l'asile » afin de poser les fondements d'une politique commune de l'immigration et de l'asile. En matière d'immigration légale, la présidence appelait à l'adoption d'une directive sur les conditions d'entrée et de séjour des travailleurs hautement qualifié afin d'améliorer l'attractivité de l'Union. En ce qui concerne l'immigration illégale, la présidence avait pour objectif rechercher un accord sur la politique d'éloignement.
La présidence a notamment soutenu le renforcement de Frontex afin d'améliorer la gestion des frontières extérieures de l'Union.

#### «Agriculture»
Concernant la politique agricole commune (PAC) et la politique commune de la pêche (PCP), la présidence souhaitait poursuivre l'examen des propositions visant à réformer la PAC. Pour la PCP, la présidence déclarait vouloir conduire une réflexion sur la gestion des quotas de pêche afin d'améliorer la durabilité des stocks halieutiques.

#### «Sécurité et défense»
En matière de défense, la priorité de la présidence était celle du renforcement des capacités militaires sur le continent. Ce renforcement devrait, selon la présidence, se traduire notamment par une mise à jour de la stratégie européenne de sécurité. La présidence souhaitait aussi approfondir la coopération avec l'OTAN et les Nations unies dans les mécanismes de gestion de crise.
La priorité « sécurité et défense » comprenait aussi le volet « élargissement et voisinage ». Le volet élargissement concernait surtout le cas de la Croatie et de la Turquie, mais aussi les Balkans occidentaux dans le cadre de l'accord de stabilisation et d'association.
En matière de politique de voisinage, la présidence française a été marquée par le lancement de l'Union pour la Méditerranée lors du sommet de Paris du 13 juillet 2008. Cette Union avait pour but de relancer le dialogue euro-méditerranéen. La présidence souhaitait mettre l'accent sur les relations avec le Maroc pour définir un « statut avancé » depuis le refus de sa demande d'adhésion en octobre 1987.
Toujours en matière de politique de voisinage, le Conseil a soutenu les efforts de la Commission dans les négociations avec les États de l'EEE/AELE pour leurs contributions financières à la politique de cohésion.

### Autres points du programme
- En matière commerciale, la présidence souhaitait s'inscrire dans les efforts de l'Union européenne (obtenir un résultat global du cycle de Doha, renforcer la réciprocité dans les échanges avec les partenaires de l'Union, etc.)[11]. La présidence souhaite notamment promouvoir les standards européens au niveau international, notamment en ce qui concerne la propriété intellectuelle (avec par exemple l'accord commercial anti-contrefaçon)[11].
- En ce qui concerne le développement, la présidence souhaite engager l'Europe dans la lutte contre l'insécurité alimentaire et énergétique. Dans le cadre des aides au développement, la présidence souhaite renforcer la gouvernance locale afin de rendre plus efficace les partenariats entre l'Union et les pays bénéficiaires[12].
- Dans le domaine de l'emploi, la présidence souhaitait la mise en œuvre des principes communs de « flexisécurité » par les États membres. En ce qui concerne l'emploi, la présidence souhaite aussi lutter contre les discriminations, notamment entre les femmes et les hommes[13].
- En matière sociale, la présidence souhaitait engager des réflexions sur divers domaines (démographie, lutte contre la pauvreté, instruments législatifs et financiers, etc.) qui seront abordés lors du Conseil « Emploi, politique sociale, santé, consommation » (EPSCO) qui se tiendra les 11 et 12 juillet.
- Dans le domaine de la santé, la présidence souhaitait notamment renforcer la sécurité sanitaire en Europe[14].
- Dans le domaine de l'éducation, la présidence souhaitait favoriser l'orientation tout au long de la vie dans l'espace européen[15].

## Identité visuelle
L'appel d'offres pour le logo a été lancé le 20 septembre 2007.
La structure de base du logo repose sur la forme du domaine internet de la présidence française : lequel est « eu2008.fr » accompagné des drapeaux européens et français. Le logo de la présidence représente, selon la celle-ci, « l'engagement de la présidence au service de l'intérêt général européen ».
Le logo est accompagné par les mots « présidence française Union européenne », traduits dans les langues officielles de l'Union européenne avec, pour certains de ces mots, un fond colorés empruntés aux couleurs des drapeaux des États membres.

## Coût
La présidence française de l'Union européenne (c'est-à-dire du Conseil de l'Union européenne et du Conseil européen) au second semestre 2008 a coûté 151 millions d'euros, selon un rapport que la commission des finances du Sénat, présidée par Jean Arthuis, un record selon le journal La Vanguardia.

## Sources

## Compléments